# 小野沢裕子のいきいきワイド
『小野沢裕子のいきいきワイド』（おのざわゆうこのいきいきワイド）は、1995年9月4日から2002年3月22日
まで新潟テレビ21で放送されていた夕方ワイド番組である。

## 概要
新潟県。そして、新潟テレビ21開局後初の夕方ワイド番組である。タイトルが示すとおり、元新潟放送アナウンサーでフリーアナウンサーの小野沢裕子がメインキャスターを務めていた。
番組の終了後、替わって『スーパーJチャンネルにいがた』がスタートした。

### コーナー
新潟市内にあるふるまちモールや新潟ユニゾンプラザ、新潟県内の観光施設やイベントなど、毎回様々な場所からの生中継を実施していた。他に、凄腕の芸や技を持つ一般人たちがそれらを披露するコーナーもあった。
開始当初から（金曜は1995年10月から）2000年9月まで『土井善晴 おかずのクッキング』が同番組に内包されていた。

### タイムテーブル
第1部はローカルニュース、第2部は全国ネットニュース、第3部はローカルニュース・天気・エンディングとなっていた。

### テーマ曲
- 伊藤敏博『家庭』[3]

## 放送時間
| 期間       | 期間       | 放送時間（日本時間）   | 放送時間（日本時間）   |
| 期間       | 期間       | 月曜 - 木曜            | 金曜                   |
| ---------- | ---------- | ---------------------- | ---------------------- |
| 1995.09.04 | 1995.09.29 | 16:50 - 19:00（130分） | 17:55 - 19:00（065分） |
| 1995.10.02 | 1996.03.29 | 16:50 - 19:00（130分） | 17:30 - 19:00（090分） |
| 1996.04.01 | 1998.03.27 | 16:50 - 19:00（130分） | 16:50 - 19:00（130分） |
| 1998.03.30 | 1999.10.01 | 16:45 - 19:00（135分） | 16:45 - 19:00（135分） |
| 1999.10.04 | 2001.03.30 | 16:50 - 19:00（130分） | 16:50 - 19:00（130分） |
| 2001.04.02 | 2002.03.22 | 16:50 - 18:55（125分） | 16:50 - 18:55（125分） |

## 出演者

### パーソナリティ
- 小野沢裕子（フリーアナウンサー）[4][5] - メインパーソナリティ。
- 小山裕久（新潟テレビ21アナウンサー）[4][5] - サブパーソナリティ。
- 村本秀岳（当時新潟テレビ21アナウンサー） - サブパーソナリティ。

### コメンテーター
- 市岡政夫（当時新潟国際情報大学教授） [4][5]- 月曜コメンテーター。
- 利根川裕（作家、当時新潟経営大学教授）[4][5] - 火曜コメンテーター。
- 豊口協（当時長岡造形大学学長） - 火曜コメンテーター。
- 多賀秀敏（早稲田大学教授）[4][5] - 水曜コメンテーター。
- 薄田泰元（曹洞宗延命寺副住職） - 木曜コメンテーター。
- 伊藤敏博（シンガーソングライター） - 金曜コメンテーター。
- 伊藤聡子（テレビパーソナリティ） - ゲストコメンテーター。

### コーナー出演者
- 近正仁（当時新潟テレビ21アナウンサー） - 生中継担当。
- 山本肇（当時新潟テレビ21アナウンサー） - 生中継担当。
- 村山朋彦（当時新潟テレビ21アナウンサー）[5] - 県内ニュース担当。
- 村山志保（当時新潟テレビ21アナウンサー） - 生中継担当。末期には県内ニュース担当。
- 三浦綾子（当時新潟テレビ21アナウンサー） - 生中継担当。
- 土井善晴（料理研究家） - テレビ朝日からのネット受けコーナー『土井善晴 おかずのクッキング』担当兼不定期ゲスト。
- 真砂徳子（フリーアナウンサー）
- 内野節子
- 大越洋子

## 備考
- 番組開始前、新潟テレビ21は金曜17:30枠でスーパー戦隊シリーズの同時ネットを行っていたが、番組開始から1か月後に同シリーズを金曜16:50枠へ移動させ（1996年4月以降は16:25）、当時放送していた『超力戦隊オーレンジャー』を1週遅れで放送するようになった。この措置は、『電磁戦隊メガレンジャー』放送期間中の1997年3月まで続いたが、同作品が日曜朝の時間帯へ移動してからは再び同時ネットになっている。
- 番組終了後、2002年3月25日～3月29日は、16:50からスーパーJチャンネルにいがたの予告番組、16:55～18:17までスーパーJチャンネルの同時ネット、18:18からNT21ニュースを放送した。番組冒頭の18時台ローカル枠の特集コーナー予告もそのまま放送された。